# Fenton John Anthony Hort

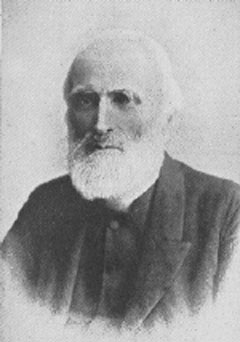
Fenton J. A. Hort

Fenton John Anthony Hort (ur. 23 kwietnia 1828 w Dublinie, zm. 30 listopada 1892) – brytyjski biblista, krytyk tekstu Nowego Testamentu, duchowny anglikański.
Jego dziadek, Josiah Hort, był arcybiskupem w Tuam.
Od roku 1846 studiował w Trinity College na Uniwersytecie Cambridge. Poznał tu Josepha Barbera Lightfootma, Westcotta i Edwarda White Benson. Zostali oni przyjaciółmi do końca życia. Był członkiem klubu dyskusyjnego Cambridge Apostles.
Najważniejszym jego dziełem jest opracowanie wraz z Westcottem, w latach 1853-1881, greckiego tekstu Nowego Testamentu w oparciu o najstarsze, dostępne wówczas rękopisy.
W 1870 roku został członkiem English New Testament Revision Committee, komitetu którego celem była rewizja tekstu Nowego Testamentu. Owocem prac tego komitetu był Revised Version w roku 1881.
Pochowano go w Cambridge na Petersfield Cemetery. Jest jednym z najbardziej zasłużonych dla krytyki tekstu, wraz z Westcottem rozpoczął nową epokę w biblistyce.

## Tekst Nowego Testamentu
Hort wraz z Westcottem (1825-1901) podzielił zgromadzone przez Tischendorfa rękopisy Nowego Testamentu na cztery rodziny (neutralna, zachodnia, aleksandryjska, syryjska). Sądzili oni, że tekst aleksandryjski powstał w IV wieku i jest wynikiem recenzji dokonanej przez Hezychiusza.
W 1881 roku wydali The New Testament in the Original Greek (New York: Harper & Brothers, 1881). Tekst Ewangelii opiera się na pięciu rękopisach: Kodeks Synajski, Kodeks Watykański, Kodeks Bezy, Kodeks Aleksandryjski i Kodeks Efrema, przy czym preferowane były dwa pierwsze. Jeżeli Sinaiticus oraz Vaticanus zgadzały się ze sobą wówczas wybierano ich tekst, nawet przeciwko wszystkim pozostałym rękopisom. Jeżeli się nie zgadzały, wówczas preferowano Vaticanus. Jeżeli Kodeks Bezy miał lekcję krótszą niż Sinaiticus oraz Vaticanus, wtedy wybierano wariant Kodeksu Bezy. Pryncypialną zasadą Horta była: „Knowledge of Documents should precede Final Judgments upon Readings”, czyli znajomość dokumentów powinna poprzedzać ocenę jego tekstu. Obaj byli zdania, że kombinacja Kodeksu Bezy, staro-łacińskich oraz staro-syryjskich rękopisów pozwala odtworzyć oryginalny tekst Nowego Testamentu, zwłaszcza wtedy, kiedy reprezentuje lekcję krótszą. Tekst przyjęty przez Westcotta i Horta wciąż cieszy się dobrą opinią u biblistów. Odkryte w XX wieku papirusy na ogół potwierdziły słuszność decyzji Westcotta i Horta (z wyjątkiem niektórych partii Łk 22-24).
Chybioną okazała się teoria „Western non-interpolations” oraz recenzji Hezychiańskiej.

## Dzieła
- Two dissertations, I: MONOTENZ OEOZ in Scripture and Tradition, II: The Constantinopolian Creed and other Creeds, London 1876
- The Way, the Truth, the Life, Hulsean lectures for 1871, Cambridge and London 1893
- Judaistic Christianity, 1894
- Prolegomena to St. Paul's Epistles to the Romans and the Ephesians, 1895
- The Ante-Nicene Fathers, 1895; The Christian Ecclesia, 1897
- The First Epistle of St.Peter I, 1 - II, 17, 1898
- Notes Introductory to the Study of the Clementine Recognitions, 1901
- Book VII of the Stromateis of Clement of Alexandria, zus. mit J. B. Mayor, 1902
- The Apocalypse of St. John 1-3, 1908
- The Epistle of St. James 1, 1-4, 7, 1909 (posthum).